# Parietaria debilis
Parietaria debilis là loài thực vật có hoa trong họ Tầm ma. Loài này được G.Forst. mô tả khoa học đầu tiên năm 1786.